# Pontus Dahlberg
Pontus Jacob Ragne Dahlberg (Älvängen, 21 januari 1999) is een Zweeds voetballer die speelt als doelman. In augustus 2022 verruilde hij Watford voor IFK Göteborg. Dahlberg maakte in 2018 zijn debuut in het Zweeds voetbalelftal.

## Clubcarrière
Dahlberg speelde in de jeugd van Älvängens IK en kwam in januari 2015 bij IFK Göteborg terecht. Bij deze club maakte de doelman op 7 juli 2016 zijn professionele debuut in de voorrondes van de UEFA Europa League. Op bezoek bij Llandudno werd met 1–2 gewonnen. Dahlberg begon in de basis en mocht de volle negentig minuten meespelen. Dat jaar kwam hij nog niet uit in de Allsvenskan, maar vanaf 2017 was hij eerste keuze onder de lat.
In januari 2018 verkaste de Zweed voor circa vier miljoen euro naar Watford, waar hij zijn handtekening zette onder een verbintenis voor de duur vijfenhalf jaar. Hij werd eerst een half seizoen terug verhuurd aan Göteborg. Dahlberg kwam na zijn aankomst in Engeland anderhalf jaar niet in actie. Watford verhuurde hem in januari 2020 voor een halfjaar aan FC Emmen, dat door een blessure van Matthias Hamrol behoefte had aan een extra doelman. Voor Emmen kwam hij niet in actie, waarop BK Häcken hem huurde in de zomer van 2020. Na zijn terugkeer vertrok Dahlberg tijdelijk naar Doncaster Rovers. In de winterstop van het seizoen 2021/22 huurde Gillingham de sluitpost.
Na afloop van deze verhuurperiode vertrok Dahlberg definitief bij Watford en hij keerde terug naar IFK Göteborg.

## Clubstatistieken
| Seizoen | Club               | Competitie     | Competitie | Competitie | Beker | Beker | Internationaal | Internationaal | Totaal | Totaal |
| Seizoen | Club               | Competitie     | Wed.       | Dlp.       | Wed.  | Dlp.  | Wed.           | Dlp.           | Wed.   | Dlp.   |
| ------- | ------------------ | -------------- | ---------- | ---------- | ----- | ----- | -------------- | -------------- | ------ | ------ |
| 2016    | IFK Göteborg       | Allsvenskan    | 0          | 0          | 0     | 0     | 1              | 0              | 1      | 0      |
| 2017    | IFK Göteborg       | Allsvenskan    | 29         | 0          | 3     | 0     | —              | —              | 32     | 0      |
| 2018    | IFK Göteborg       | Allsvenskan    | 10         | 0          | 4     | 0     | —              | —              | 14     | 0      |
| 2018/19 | Watford            | Premier League | 0          | 0          | 0     | 0     | —              | —              | 0      | 0      |
| 2019/20 | Watford            | Premier League | 0          | 0          | 0     | 0     | —              | —              | 0      | 0      |
| 2019/20 | → FC Emmen         | Eredivisie     | 0          | 0          | 0     | 0     | —              | —              | 0      | 0      |
| 2020    | → BK Häcken        | Allsvenskan    | 14         | 0          | 1     | 0     | —              | —              | 15     | 0      |
| 2021    | → BK Häcken        | Allsvenskan    | 8          | 0          | 3     | 0     | —              | —              | 11     | 0      |
| 2021/22 | → Doncaster Rovers | League One     | 18         | 0          | 2     | 0     | —              | —              | 20     | 0      |
| 2021/22 | → Gillingham       | League One     | 6          | 0          | 0     | 0     | —              | —              | 6      | 0      |
| 2022    | IFK Göteborg       | Allsvenskan    | 4          | 0          | 1     | 0     | —              | —              | 5      | 0      |
| 2023    | IFK Göteborg       | Allsvenskan    | 24         | 0          | 1     | 0     | —              | —              | 25     | 0      |
| 2024    | IFK Göteborg       | Allsvenskan    | 0          | 0          | 3     | 0     | —              | —              | 3      | 0      |
| 2025    | IFK Göteborg       | Allsvenskan    | 2          | 0          | 3     | 0     | —              | —              | 5      | 0      |
| Totaal  | Totaal             | Totaal         | 115        | 0          | 21    | 0     | 1              | 0              | 137    | 0      |

Bijgewerkt op 9 april 2025.

## Interlandcarrière
Dahlberg maakte zijn debuut in het Zweeds voetbalelftal op 7 januari 2018, toen met 1–1 gelijkgespeeld werd tegen Estland. Henri Anier en Kalle Holmberg scoorden. Dahlberg mocht van bondscoach Janne Andersson als basisspeler aan de wedstrijd beginnen en hij speelde negentig minuten mee. De andere debutanten dit duel waren Sotirios Papagiannopoulos (Östersunds FK), Gustaf Nilsson (Silkeborg IF), Joel Andersson (BK Häcken), Robert Gojani (Jönköpings Södra), Jordan Larsson en Holmberg (IFK Norrköping). Dahlberg werd daarna twee jaar niet opgeroepen, tot hij in januari 2020 zijn tweede interland mocht spelen, een met 1–0 gewonnen oefenwedstrijd tegen Moldavië.
| Interlands van Pontus Dahlberg voor Zweden | Interlands van Pontus Dahlberg voor Zweden | Interlands van Pontus Dahlberg voor Zweden | Interlands van Pontus Dahlberg voor Zweden | Interlands van Pontus Dahlberg voor Zweden | Interlands van Pontus Dahlberg voor Zweden | Interlands van Pontus Dahlberg voor Zweden |
| №                                          | Datum                                      | Wedstrijd                                  | Uitslag                                    | Competitie                                 | Goals                                      |                                            |
| Als speler bij IFK Göteborg                | Als speler bij IFK Göteborg                | Als speler bij IFK Göteborg                | Als speler bij IFK Göteborg                | Als speler bij IFK Göteborg                | Als speler bij IFK Göteborg                | Als speler bij IFK Göteborg                |
| ------------------------------------------ | ------------------------------------------ | ------------------------------------------ | ------------------------------------------ | ------------------------------------------ | ------------------------------------------ | ------------------------------------------ |
| 1                                          | 7 januari 2018                             | Estland – Zweden                           | 1 – 1                                      | Vriendschappelijk                          |                                            |                                            |
| Als speler bij Watford                     |                                            |                                            |                                            |                                            |                                            |                                            |
| 2                                          | 9 januari 2020                             | Zweden – Moldavië                          | 1 – 0                                      | Vriendschappelijk                          |                                            |                                            |

Bijgewerkt op 9 april 2025.